# 森山辉久
森山辉久（1942年3月17日—）是一名日本前排球运动员。他在1964年夏季奥林匹克运动会中，参加了男子排球比赛并获得铜牌。他也参加了1962年和1966年亚洲运动会。